# The Burglar's Slide for Life
The Burglar's Slide for Life je americký němý film z roku 1905. Režisérem je Edwin S. Porter (1870–1941). Film trvá zhruba 6 minut a premiéru měl v červenci 1905.

## Děj
Film zachycuje zloděje, jak prchá před pronásledujícím psem. Ten ho nakonec dostane a všichni obyvatelé domu, ze kterého se pachatel pokoušel dostat pomocí šňůr na prádlo, mu dají co proto.